# زیرسیگاری

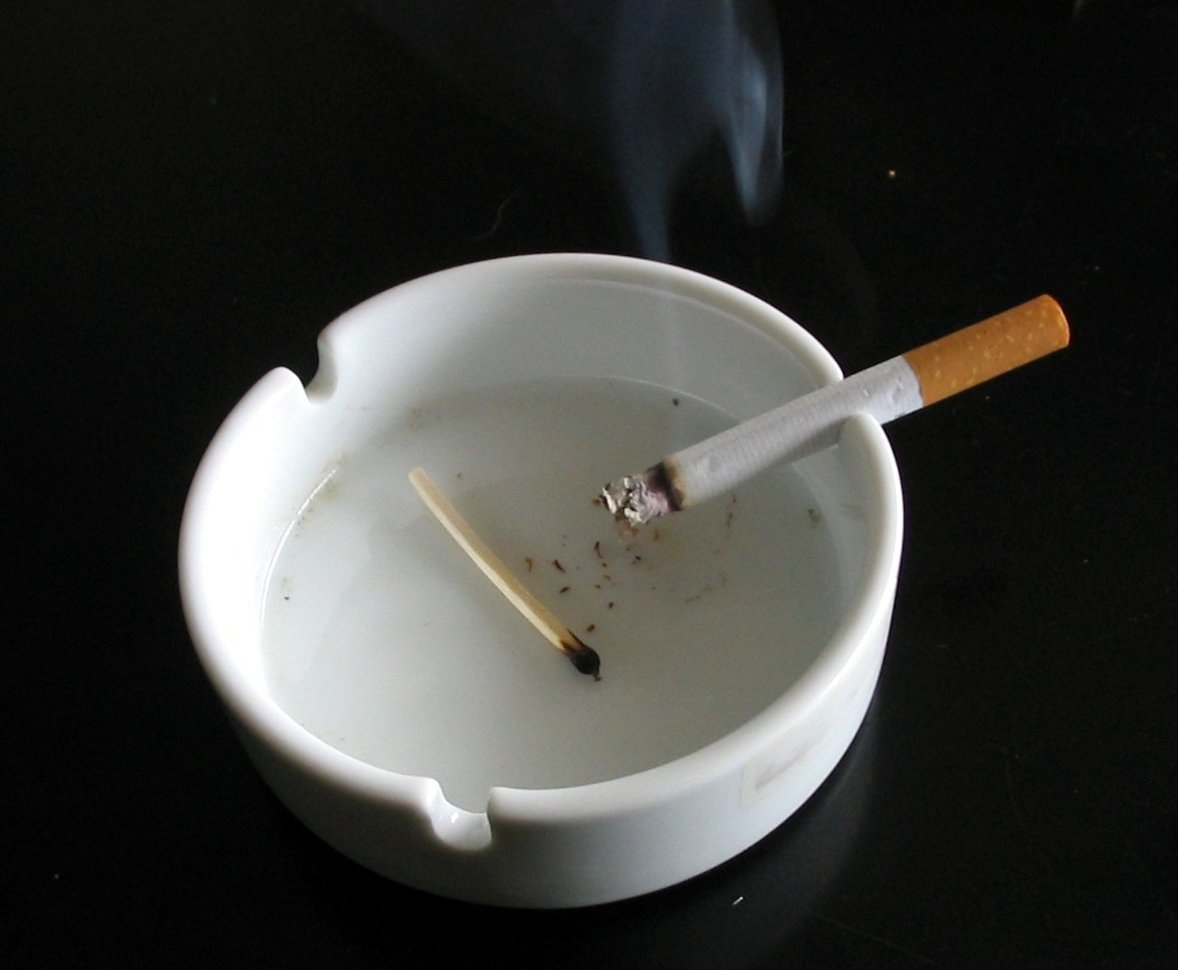
یک سیگار در زیرسیگاری سفید

زیرسیگاری یا اَش‌تِری (به انگلیسی: Ashtray) یک ظرف ویژه برای جمع آوری باقی‌مانده‌های ناشی از استعمال دخانیات مانند خاکستر، فیلتر ته سیگار و...است. ممکن است در حین کشیدن سیگار نیز از آن برای گذاشتن سیگار استفاده شود. زیر سیگاری از مواد نسوز و مقاوم در برابر گرما مانند شیشه، سفال و فلز ساخته می‌شود.برند های معتبر زیر سیگاری های کلکسیونی و زیر سیگاری های مناسبتی و یا زیر سیگاری های لیمیتد ادیشن خاص و ارزشمند تولید و ارائه می کنند.معمولا زیر سیگاری هایی که چوب پنبه دارند مناسب پیپ هستند.
رایج‌ترین انواع استفاده از زیر سیگاری در اماکن عمومی است که ممکن است به‌صورت یک سیلندر استوانه‌ای عمودی بوده یا به دیوار نصب شده باشد. زیر سیگاری را ممکن است در قسمت‌های مختلفی از دکوراسیون داخلی خودروها تعبیه کنند و در برخی موارد طرح و رنگ زیرسیگاری یکی از ملاک‌های زیبایی دکوراسیون داخلی خودرو به حساب می‌آورند.

## استفادهٔ تبلیغاتی

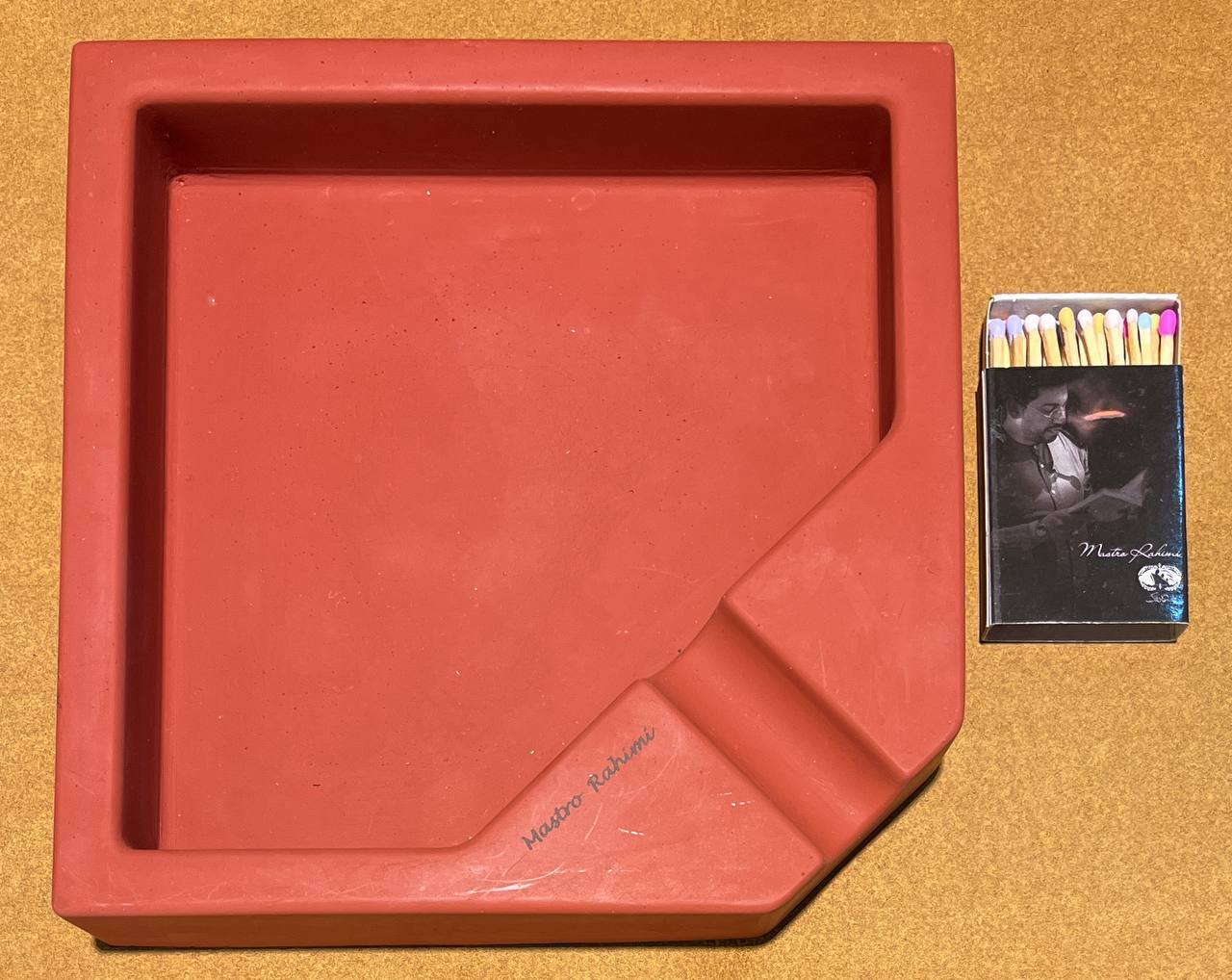
زیرسیگاری مخصوص سیگار برگ از جنس نانو

همچنین از زیرسیگاری به‌عنوان یک وسیلهٔ تبلیغاتی استفاده می‌شود و شرکت‌های گوناگون، با چاپ تبلیغات تجاری خود در قسمت داخلی یا بر روی زیرسیگاری و واگذاری آن به افراد مختلف، سعی در تبلیغ کالای خود دارند.

## نگارخانه

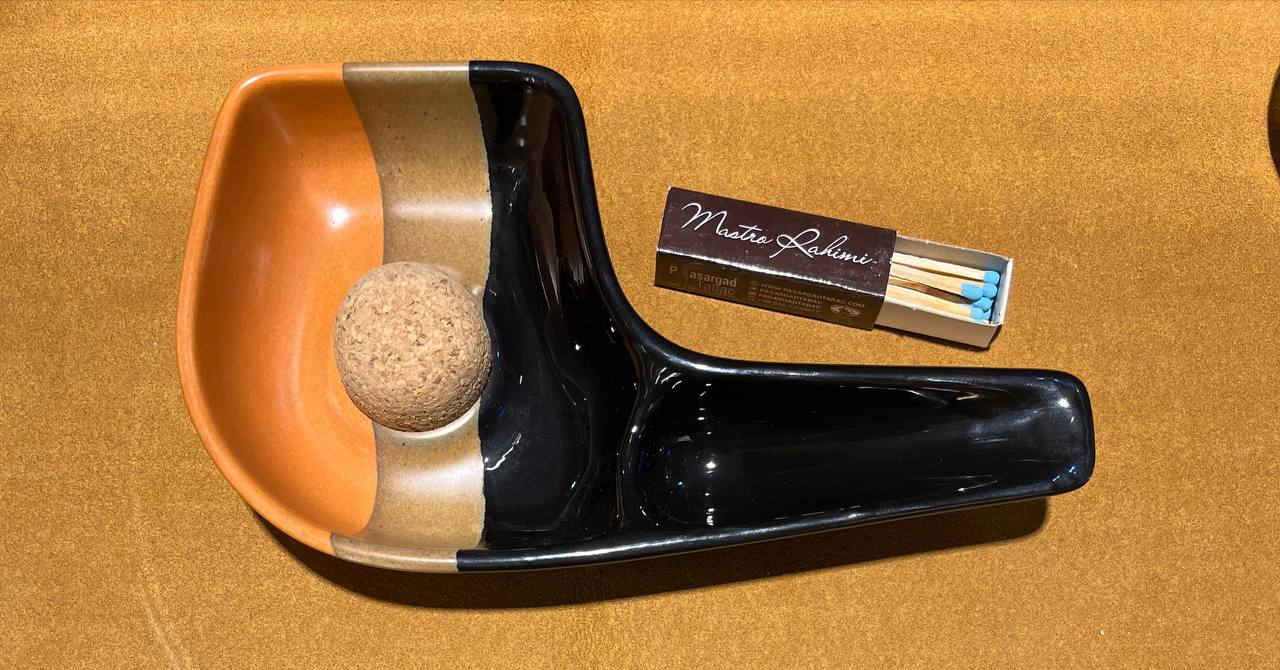
زیرسیگاری مخصوص پیپ
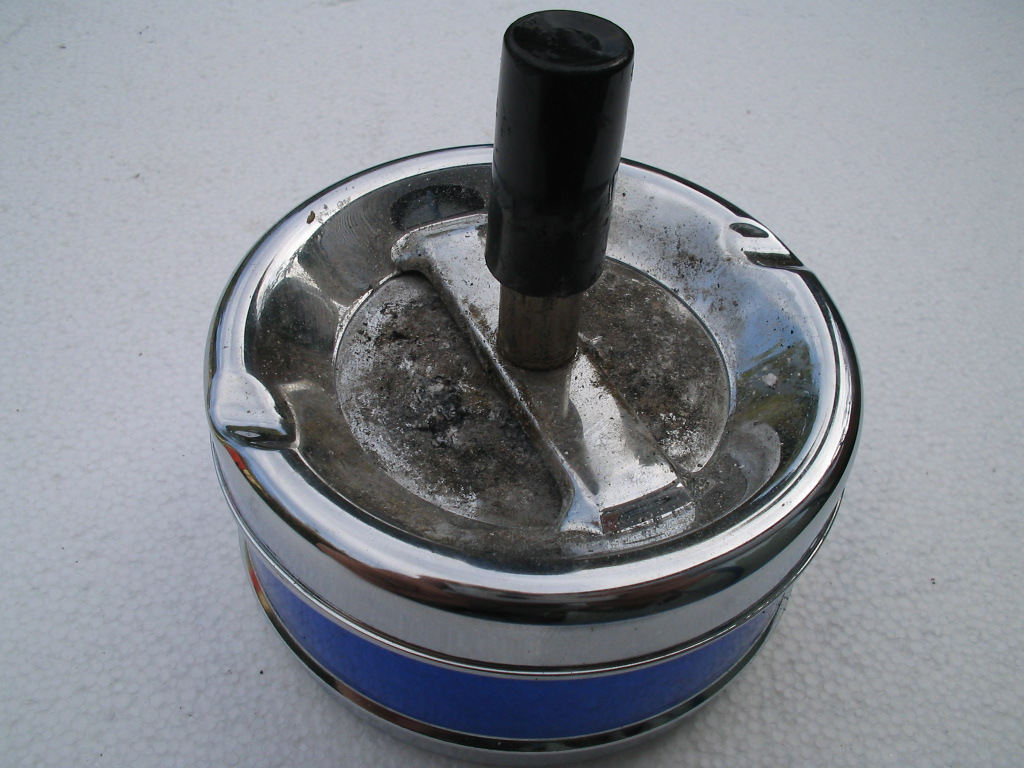
زیرسیگاری چرخشی
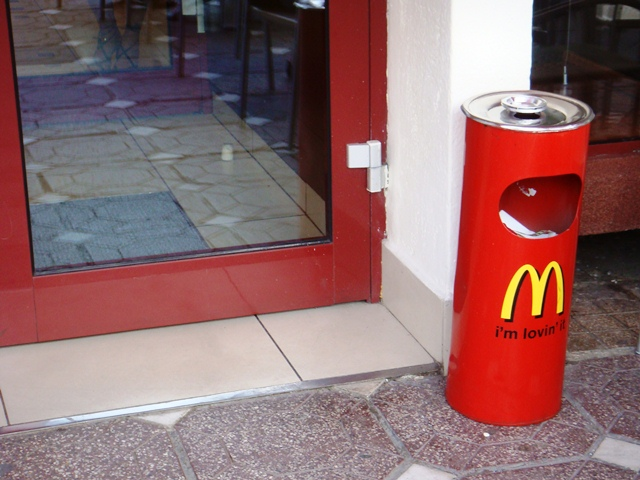
سطل زیر سیگاری
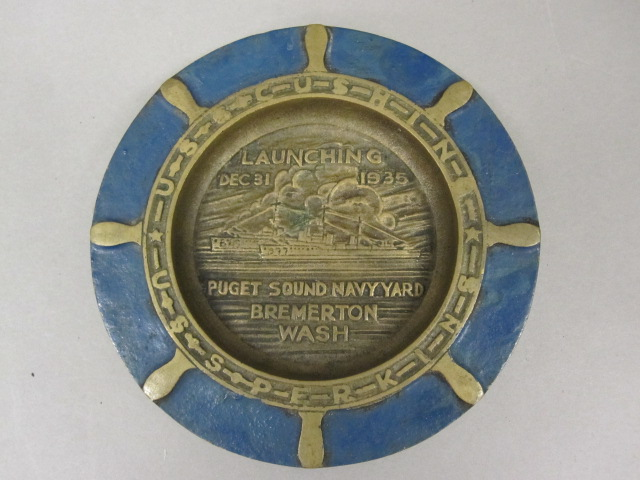
زیرسیگاری عتیقه ساخته شده سال ۱۹۳۵
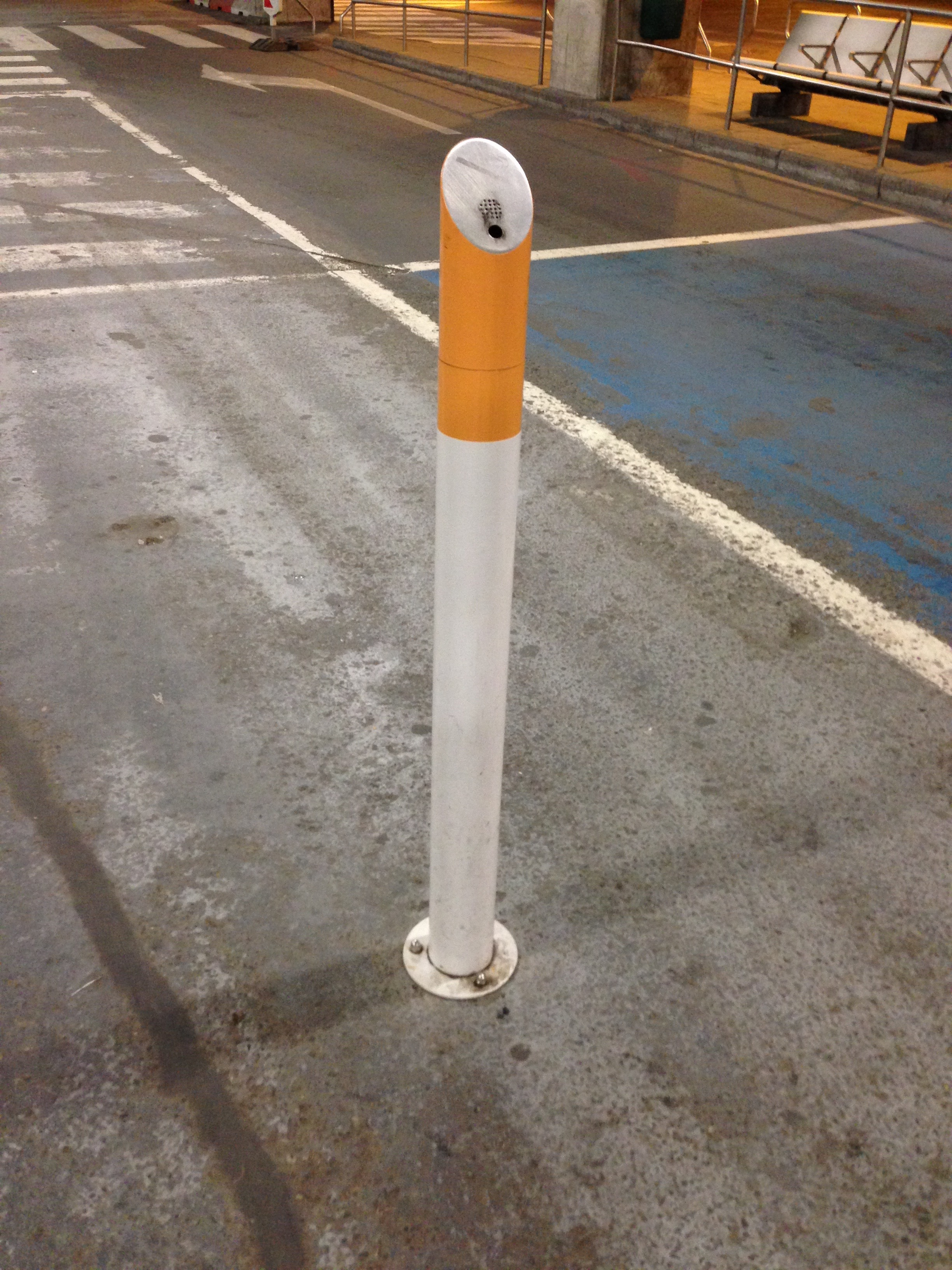
زیرسیگاری شهری با شکل سیگارت